# And They Said It Wouldn’t Last (My 50 Years In Music)
Az And They Said It Wouldn't Last (My 50 Years In Music) című 8 CD-ből álló box set (összesen 187 dalt tartalmaz) Cliff Richard brit énekes jubileumi lemeze, amely abból az alkalomból jelent meg, hogy Richard 50 éve van a pályán. A box set 2008. szeptember 15-én jelent meg. Ezt megelőzően jött ki, szeptember 8-án az új kislemez, a Thank You for a Lifetime, de ez a kislemez nincs benne a válogatásban. A box set 8 CD-ből áll, tartalmazza Clif Richard legelső kislemezének, a Move It/Schoolboy Crush-nak a reprodukcióját, egy 52 oldalas könyvet róla készült fotókkal és egy aranyozott érmét "Cliff's 50 Anniversary" felirattal.
- Az 1. CD, a The Early Years a korai, 50-es, 60-as évekbeli sikerdalait tartalmazza, azokat, amelyekkel berobbant a brit zenei életbe.
- A 2. CD, a Rare B-sides az 1963-1989 közötti korszakot öleli fel.
- A 3. CD a Rare EP Tracks 1961-1991 néhány korai sztereó felvételt tartalmaz és egy-két Disney-dalt, amelyeket 1965-ben akartak kiadni.
- A 4., a Stage & Screen Cliff Richard színpadi és mozislágereit tartalmazza.
- Az 5., a The Hits – Number Ones Around The World azokat a slágereket tartalmazza, amelyek világszerte vezették a slágerlistákat.
- A 6., a Faith & Inspiration című CD-n vallásos dalai találhatóak.
- A 7. lemezen az 1972-ben Japánban rögzített koncert 25 dala található.
- A 8., utolsó CD a Lost and Found nevet kapta – 21 dalt tartalmaz, melyek az archívumból kerültek elő, eddig még nem is jelentek meg.

## Dalok listája

### CD1, CD2, CD3
| CD1 – The Early Years                           | CD2 – Rare B Sides 1963-1989             | CD3 – Rare EP Tracks 1961-1991                  |
| 1. Move It 2:24                                 | 1. Say You're Mine                       | 1. Dream                                        |
| 2. Schoolboy Crush 2:32                         | 2. True True Lovin'                      | 2. I'll See You In My Dreams                    |
| 3. High Class Baby 2:11                         | 3. Just Another Guy                      | 3. Carnival                                     |
| 4. My Feet Hit The Ground 2:01                  | 4. Just A Little Bit Too Late            | 4. Some Of These Days                           |
| 5. Apron Strings 2:49                           | 5. Somebody Loses                        | 5. For You For Me                               |
| 6. Livin' Lovin' Doll 2:08                      | 6. I Get The Feelin'                     | 6. Your Eyes Tell On You                        |
| 7. Never Mind 2:03                              | 7. Our Story Book                        | 7. I Wonder                                     |
| 8. Mean Woman Blues 2:29                        | 8. Sweet Little Jesus Boy                | 8. I'm In The Mood For Love                     |
| 9. Don't Bug Me Baby 2:15                       | 9. Occasional Rain                       | 9. Watch What You Do With My Baby               |
| 10. Blue Suede Shoes 1:47                       | 10. She's Leaving You                    | 10. Perhaps Perhaps Perhaps                     |
| 11. Dynamite 1:56                               | 11. So Long                              | 11. Frenesi                                     |
| 12. Mean Streak 2:00                            | 12. Monday Comes Too Soon                | 12. Why Don't They Understand                   |
| 13. She's Gone 2:36                             | 13. I Was Only Fooling Myself            | 13. I'm Afraid To Go Home digital               |
| 14. I Cannot Find A True Love 2:39              | 14. Time Flies                           | 14. Where Is Your Heart                         |
| 15. Willie And The Hand Jive 2:38               | 15. Annabella Umbrella                   | 15. Lies And Kisses                             |
| 16. 'D' In Love 2:29                            | 16. Pigeon                               | 16. Me Lo Dijo Adela (Sweet And Gentle)         |
| 17. Nine Times Out Of Ten 2:09                  | 17. A Thousand Conversations             | 17. The Night                                   |
| 18. Choppin' 'n' Changin' 2:29                  | 18. My Cloud                             | 18. Look Before You Love                        |
| 19. Mumblin' Mosie 2:18                         | 19. Empty Chairs                         | 19. La La La La La                              |
| 20. Tough Enough 2:17                           | 20. The Old Accordion                    | 20. Never Knew What Love Could Do               |
| 21. Gee Whiz It's You 2:08                      | 21. Come Back Billie Jo- Bonus track     | 21. The Twelve Days Of Christmas                |
| 22. Now's The Time To Fall In Love- Bonus track | 22. I Only Know I Love You – Bonus track | 22. The Holly And The Ivy – Bonus track         |
| 23. Nine Times Out Of Ten- Bonus track          | 23. Back In Vaudeville – Bonus track     | 23. Wonderful To Be Young – Bonus track         |
| 24. A Girl Like You- Bonus track                | 24. Stronger – Bonus track               | 24. It Came Upon A Midnight Clear – Bonus track |
| 25. Fall In Love With You- Bonus track          | 25. I Just Don't Have The Heart (X Mix)  | 25. Sooner Or Later – Bonus track               |
| 26. Never Mind- Bonus track (Alternate Take 10) |                                          | 26. A Spoonful Of Sugar – Bonus track           |
| 27. I Love You – Bonus track                    |                                          | 27. Zip-A-Dee-Do-Dah – Bonus track              |
| 28. Dynamite – Bonus track                      |                                          | 28. Chim Chim Cheree                            |
| 29. Michelle – Bonus track                      |                                          |                                                 |
| 30. Poor Boy                                    |                                          |                                                 |

### CD4, CD5, CD6
| CD4 – Stage & Screen                      | CD5 – The Hits – Number Ones Around The World | CD6 – Faith & Inspiration                       |
| 1. Mad About You                          | 1. Living Doll (dal)                          | 1. Help It Along                                |
| 2. Love                                   | 2. Travelling Light                           | 2. Higher Ground                                |
| 3. Lessons In Love                        | 3. Please Don't Tease                         | 3. Such Is The Mystery                          |
| 4. Dancing Shoes                          | 4. I Love You                                 | 4. I Wish We'd All Been Ready                   |
| 5. On The Beach                           | 5. Theme For A Dream                          | 5. Up In Canada                                 |
| 6. This Was My Special Day                | 6. When The Girl In Your Arms                 | 6. Why Should The Devil Have All The Good Music |
| 7. I Could Easily Fall (In Love With You) | 7. The Young Ones                             | 7. Yes He Lives                                 |
| 8. Time Drags By                          | 8. It'll Be Me                                | 8. When I Survey The Wondrous Cross             |
| 9. Shooting Star                          | 9. The Next Time                              | 9. Walking In The Light                         |
| 10. Why Wasn't I Born Rich                | 10. Bachelor Boy                              | 10. Better Than I Know Myself                   |
| 11. In The Country                        | 11. Summer Holiday                            | 11. Discovering                                 |
| 12. Two A Penny                           | 12. Lucky Lips                                | 12. Be In My Heart                              |
| 13. His Land                              | 13. It's All In The Game                      | 13. Little Town                                 |
| 14. Take Me High                          | 14. Constantly                                | 14. Love And A Helping Hand                     |
| 15. Suddenly                              | 15. The Minute You're Gone                    | 15. Yesterday Today Forever                     |
| 16. Born To Rock 'n' Roll                 | 16. Congratulations                           | 16. Where You Are                               |
| 17. She's So Beautiful                    | 17. Power To All Our Friends                  | 17. There's No Power In Pity                    |
| 18. It's In Every One Of Us               | 18. Devil Woman                               | 18. Free                                        |
| 19. Misunderstood Man                     | 19. We Don’t Talk Anymore (kislemez)          | 19. Faithful One                                |
| 20. Be With Me Always                     | 20. Living Doll (with The Young Ones)         |                                                 |
| 21. Had To Be                             | 21. Mistletoe And Wine                        |                                                 |
|                                           | 22. Saviour's Day                             |                                                 |
|                                           | 23. The Millennium Prayer                     |                                                 |

### CD7, CD8
| CD7 – Live In Japan               | CD8 – Lost And Found (From The Archives)     |
| 1. Backscratcher                  | 1. Deep Purple                               |
| 2. Can't Let You Go               | 2. I Love You The Way You Are                |
| 3. Have A Little Talk With Myself | 3. Words                                     |
| 4. Sunny Honey Girl               | 4. The Letter                                |
| 5. The Minute You're Gone         | 5. If I Do                                   |
| 6. Flying Machine                 | 6. Note In A Bottle                          |
| 7. The Day I Met Marie            | 7. All My Love                               |
| 8. Silvery Rain                   | 8. The Day I Met Marie                       |
| 9. My Way                         | 9. No Name No Fame                           |
| 10. Move It                       | 10. Love Is Like A Crescendo                 |
| 11. Living In Harmony             | 11. Postmark Heaven                          |
| 12. Walk On By/The Look Of Love   | 12. When You Are There                       |
| 13. Early In The Morning          | 13. A Sad Song With A Happy Soul             |
| 14. Goodbye Sam Hello Samantha    | 14. 'Cause I Believe In Loving               |
| 15. Living Doll (dal)             | 15. I Who Have Nothing                       |
| 16. Bachelor Boy                  | 16. Run For Shelter                          |
| 17. The Young Ones                | 17. Sweet Lovin' Ways                        |
| 18. Congratulations               | 18. Love Of My Life                          |
| 19. The Girl Can't Help It        | 19. Honky Tonk Angel                         |
| 20. Great Balls Of Fire           | 20. Song Of Yesterday                        |
| 21. Lucille                       | 21. Mobile Alabama School Leaving Hullabaloo |
| 22. Jailhouse Rock                |                                              |
| 23. Good Old Rock 'n' Roll        |                                              |
| 24. Do You Wanna Dance            |                                              |
| 25. Sing A Song Of Freedom        |                                              |